# 在日ミャンマー人
在日ミャンマー人（ざいにちミャンマーじん、ビルマ語: ဂျပန်မြန်မာ）は、日本に一定期間在住するミャンマー国籍の人々である。在日ビルマ人（ざいにちビルマじん）と呼ぶこともある。

## 変遷
戦中には南方特別留学生の一員としてミャンマーからも日本に留学生がやって来た。南方特別留学生は1943年に1期生116人、1944年に2期生89人が来日したが、そのうちミャンマー人は 1期生が17人、 2期生が30人だった。
敗戦により南方特別留学生の制度は廃止されたが、1964年の法務省入国管理局の統計で在日ミャンマー人の数は74人（留学生34人）だった。その後は就労目的の割合が増え、1988年の段階で約1000人ほどの在日ミャンマー人がいたと思われる。
1988年に軍事クーデターが発生すると、軍事政権の弾圧から逃れるため来日するミャンマー人が急増。2000年までにその数は5000人ほどになった。その多くが滞在途中で在留資格の期限が切れ、不法滞在者となっていたが、1990年代はまだ取り締まりが緩く、入管に摘発されることもなかったのだという。
在日ミャンマー人が多く住む東京には、新宿区の中井にミャンマー人コミュニティができあがり、「リトル・ヤンゴン」と呼ばれ、他にも通勤に便利な山手線の新大久保、大塚などにもミャンマー料理店、雑貨店が開店した。1991年からは都内でダジャン（水祭り）が開催されるようになり、音楽や伝統舞踊を通じた交流も盛んになった。しかし、2003年、石原慎太郎都政の下、入管・東京都・警視庁による「首都東京における不法滞在外国人対策の強化に関する共同宣言」が発表され、5年間で都内の不法滞在者を半減する旨の方針が掲げられると、摘発を恐れた中井在住のミャンマー人が高田馬場へ移動。中には摘発されて強制送還される者もいて、在日ミャンマー人の数も減少、高田馬場を残して他の都内のミャンマー人コミュニティは廃れ（同時期、東京ダジャンの客入りも激減したのだという）、結果的に高田馬場が新たにリトル・ヤンゴンと呼ばれるようになった。
また2003年、ミャンマー北部サガイン地方域のディペーインで、地方遊説中だったスーチー一行が襲撃されて多数の死傷者を出し、スーチーが再び自宅軟禁にされるというディペーイン事件が起きると、母国の現状に絶望して難民認定申請をするミャンマー人も急増した。難民認定された数は、2007年の反政府デモ（サフラン革命）直後の2008年の42人を除いて10～30人とさほど多くなかったが、特別在留許可を得て日本への滞在を認められた者は相当数いた。また2010年からはタイに住むミャンマー人難民の第三国定住が開始され、毎年30人のミャンマー人難民を受け入れている。
2011年、ミャンマーが民政移管してテインセイン政権が成立し、経済の自由化が推進されると、技能実習生・留学生として来日するミャンマー人が現れ始め、特に国民民主連盟（NLD）政権が成立した2016年以降急増し始めた。同時にミャンマーの民主化が進んだことにより、帰国するミャンマー人もいた。ただ国家法秩序回復評議会/国家平和発展評議会（SLORC/SPDC）時代の軍政は、在日ミャンマー人に1ヶ月1万円の税金を課していて、帰国の際にこの支払いが問題となり、帰国するまで何年もかかるようなことがあった。
2020年12月の段階で在日ミャンマー人の数は3万5,049人であり、関東、東海、近畿地方に多く、20代から40代の女性が多いのが特徴である。
しかし2021年にクーデターが発生し、ミャンマーが内戦状態に陥ると、日本政府は在日ミャンマー人に対して緊急避難措置による特定活動の在留資格を付与。これにより、ほとんどのミャンマー人が日本に滞在することが認められ、就労も認められた。ただし、この特定活動の在留資格目的で失踪するミャンマー人の技能実習生が急増し、問題となっている。2023年の技能実習生の失踪数は9753人で、過去最多を記録したが、ミャンマー人がかなりの割合を占めている。また難民認定申請者も急増し、2021年に32人、2022年に26人、2023年に27人が難民認定されている。
また情勢不安から海外での就労・就学を希望するミャンマー人が激増し、来日希望者も増え、在日ミャンマー人の数はコロナ前の約3万人から2023年12月の時点で8万6,546人へと2倍以上も増加している。ただ徴兵制の影響もあり、ミャンマー人男性を採用する日本企業が減少傾向にある。

## 文化

### 宗教施設

#### 仏教
- ミッタディカパゴダ（名古屋市）- 30年以上ミャンマー人難民を支援してきた日蓮宗の僧侶が、実習生や留学生など県内に増えてきたミャンマー人のために2015年に建立。毎年、お釈迦様の誕生日 である「カソン満月の日」や「ダディンジュの満月の日」に灯明祭りが行われ、多くのミャンマー人が参加している[21]。
- 東京パゴダ（埼玉県和光市）- 2024年に建立された首都圏初のパゴダ。内部に大理石でできた仏像4体が納められ、壁面には釈迦の生誕から死去するまでを表したレリーフ4枚が掲示されている[22]。

#### イスラーム
- マスジド・サラーマト（群馬県館林市）

マスジド・サラーマトは2007年に館林に住む在日ロヒンギャらによって建設されたモスクである。同市内には在日パキスタン人コミュニティが中心となっている別のモスクがある。

### 祭り
- ダジャン - 毎年、ミャンマー歴の旧正月にあたる4月に、東京[26][信頼性要検証]、名古屋その他の地域でダジャンが開催されている。まだ肌寒い季節なので、水をかけ合う人たちはあまりいない。
- ミャンマー祭り[27] - 2017年から東京の増上寺で開催されている。代表理事は安倍昭恵である。2024年11月、2025年の祭りの開催中止がHP上で発表された[28]。

### 映画
- 異国に生きる 日本の中のビルマ人（2012）[29]- 土井敏邦監督。日本で民主活動を展開していた在日ミャンマー人・チョウチョウソウの姿を追ったドキュメンタリー映画。
- 僕の帰る場所（2017）[30]- 藤元明緒監督。日本とミャンマーを舞台に、ある在日ミャンマー人家族に起こった実話をベースに描いたドラマ。

## 統計
日本の法務省の在留外国人統計によると、2023年末現在日ミャンマー人は86,546人である。
在留資格別（7位まで）
| 順位 | 在留資格                 | 人数   |
| ---- | ------------------------ | ------ |
| 1    | 特定活動                 | 13,197 |
| 2    | 技能実習１号ロ           | 11,585 |
| 3    | 技術・人文知識・国際業務 | 9,526  |
| 4    | 留学                     | 8,876  |
| 5    | 特定技能１号             | 8,016  |
| 6    | 技能実習２号ロ           | 7,235  |
| 7    | 永住者                   | 2,871  |

都道府県別（10位まで）
| 順位 | 都道府県 | 人数   |
| ---- | -------- | ------ |
| 1    | 東京     | 16,610 |
| 2    | 埼玉     | 4,328  |
| 3    | 大阪     | 3,935  |
| 4    | 愛知     | 3,852  |
| 5    | 千葉     | 3,475  |
| 6    | 神奈川   | 3,219  |
| 7    | 福岡     | 2,704  |
| 8    | 兵庫     | 2,525  |
| 9    | 静岡     | 2,516  |
| 10   | 群馬     | 2,148  |

## 著名人
- アウン・ソー・モー - 外交官。2021年のクーデターに反対して市民的不服従運動（CDM）への合流を宣言
- ソー・バ・フラ・テイン - 国民統一政府（NUG）駐日代表。在日ミャンマー人1世
- チョウディン - 1920年～1924年まで日本に滞在。サッカーの指導者として活躍。2007年、日本サッカー殿堂に選出。
- ゾーゾーウー - 2013年～2018年まで日本に滞在。プロ野球選手。香川オリーブガイナーズや徳島インディゴソックスでプレー。
- ピエリヤンアウン - 2021年5月、ミャンマーサッカー代表の一員として来日。試合前の国歌斉唱の際に3本指を掲げ、軍政に対する抵抗の意を示す。その後、難民認定され、Y.S.C.C.横浜フットサルでプレー。現在は都内のミャンマー料理店勤務。
- 宮城天 - サッカー選手。父親がミャンマー人、母親が日本人。
- 森崎ウィン - 俳優。両親が在日ミャンマー人
- 齋藤飛鳥 - 俳優、元乃木坂46メンバー。父親が日本人、母親がミャンマー人。
- 宮崎あみさ - アイドル、グラビアモデル。父親が日本人、母親がミャンマー人。
- 黒宮ニイナ - タレント、モデル。両親ともミャンマー人だが、母親が日本人男性と再婚したため来日。
- 御子柴かな - タレント、グラビアモデル。日本人とミャンマー人のハーフ（両親のどちらがミャンマー人かは不明）
- Henny K - ラッパー。両親がミャンマー人。3歳の時に日本に移住[31]。